# Nocturne en bleu et or - le Vieux Pont de Battersea
Nocturne en bleu et or - le Vieux Pont de Battersea est un tableau du peintre américain James Abbott McNeill Whistler, à présent conservé dans les collections de la Tate Britain.

## Description
Ce tableau, réalisé autour de 1872 - 1875, représente l'ancien pont en bois de Battersea sur la Tamise avant qu'il ne soit remplacé par le pont moderne. La « Chelsea Old Church » se trouve à gauche sur la berge nord du fleuve et on peut voir au loin à droite l'Albert Bridge alors récemment construit et surmonté de feux d'artifice. L'image est une vue de soirée pleine d'effet atmosphérique. Le pont est peint plus grand qu'il n'est en réalité pour en accroître l'effet sur le spectateur.

## Interprétation
Hokusai, le célèbre peintre japonais et artiste favori de Whistler, a réalisé une peinture similaire d'un grand pont en bois illuminé de feux d'artifice.
La série des « Nocturnes » de Whistler dont fait partie ce tableau, devient célèbre en 1877, quand l'influent critique John Ruskin visite une exposition de la série à la Grosvenor Gallery (en). Il écrit ensuite que Whistler « demande deux cents guinées pour lancer un pot de peinture au visage du public ». Whistler le poursuit pour diffamation et l'affaire est portée devant les tribunaux en 1878. Le juge chargé de la plainte provoque des rires dans l'assemblée quand il demande à Whistler : « Quelle partie du tableau représente le pont ? » L'affaire se termine quand Whistler se voit accorder un dommage symbolique d'un montant d'un farthing.
En 1905, Nocturne en bleu et or devient la première acquisition du National Art Collections Fund nouvellement constitué qui la donne à la Tate Britain où elle figure depuis.